# 鑲嵌 (幾何)
在幾何學中，鑲嵌（又稱密鋪）是指能用一種或多種幾何圖形覆蓋整個平面或填充整個空間，且每個幾何圖形之間不存在空隙、也不重疊的幾何結構，與密鋪（Tessellation）或稱平面填充、細分曲面（subdivision surface）不同在於後者指的是二維的空間填充，前者則可以存在任何維度與不同結構中（如欧氏几何或羅氏幾何）。
該幾何結構又稱為空間充填、空間分割，且在不同維度中有不同的名稱：在二維空間稱為密鋪或平面鑲嵌；三維空間以上則稱為堆砌或蜂巢體。

## 二維空間

### 正鑲嵌
正鑲嵌即由正多角形構成的鑲嵌，存在正三角形鑲嵌、正方形鑲嵌、正六邊形鑲嵌3種。

正三角形鑲嵌
正方形鑲嵌
正六邊形鑲嵌

### 平行四边形和三角形
所有的平行四边形可以密铺，而两个相同的三角形可组成一个平行四边形，所以三角形也可密铺。

## 三维空间镶嵌
三维空间的镶嵌有：
- 四面体八面体堆砌，由正四面体和正八面体组成的空间堆砌，在一个顶点周围有八个四面体和六个八面体，因为四面体和八面体的二面角互补。
- 立方体堆砌，由立方体组成的空间镶嵌，是三维空间内唯一的正堆砌，在一个顶点周围有八个立方体，因为立方体的二面角是90度。
- 截角八面体堆砌
- 菱形十二面體堆砌